# Peignoir

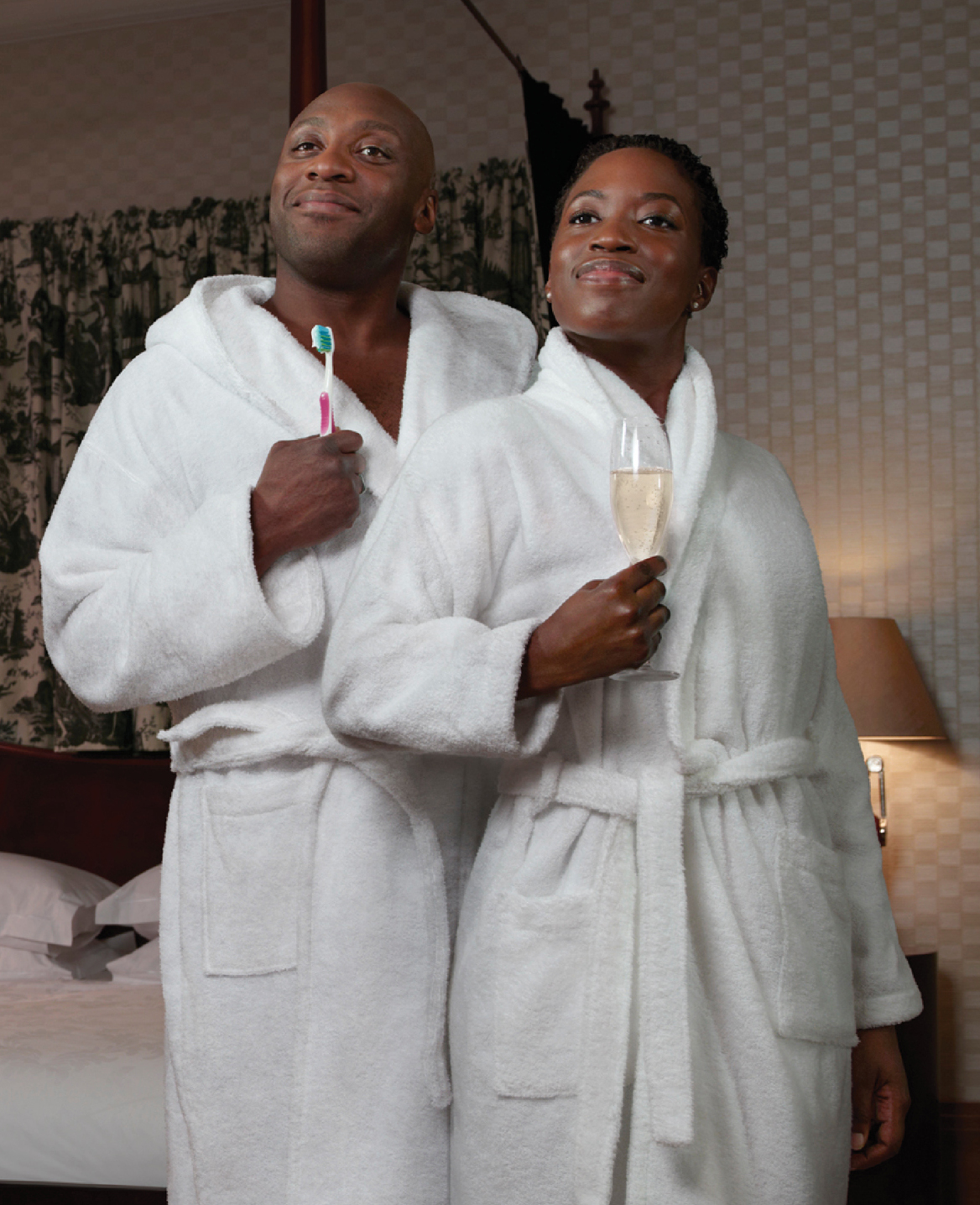
Exemple de peignoir de bain.

Le peignoir est un vêtement ample à manches longues, avec parfois une ceinture à la taille pour le maintenir. Il s'arrête au genou et peut comporter des poches plaquées.
Le terme peignoir s'emploie parfois pour désigner une robe de chambre. 
On distingue :
- le peignoir de salon de coiffure, il s'utilise dans le but de protéger les vêtements du client des taches et des cheveux coupés. Il s'enfile souvent par le devant avec des liens ou du velcro pour le maintenir derrière. Il est généralement en polyamide anti-statique.
- le peignoir de bain ou sortie de bain, généralement en tissu éponge, il s'utilise pour s'essuyer ou se prémunir du froid avant ou après un bain, une douche, une baignade, etc. Il s'enfile comme un manteau et se porte croisé.

Il s'utilise dans certains sports comme vêtement avant et après la prestation comme en boxe, en natation, etc.